# Ifigenia in Tauride (Carli)
Ifigenìa in Tàuride (conosciuta anche come La Ifigenia in Tauri, spesso nominata anche senza articolo determinativo) è il titolo di una tragedia di Gian Rinaldo Carli (1720 - 1795). Sul tema mitologico di Ifigenia numerose sono state le tragedie - alcune delle quali anche trasposte in musica - scritte nel corso del Settecento.
Questa versione della storia di Ifigenia non si discosta dalla tragicità che innerva, in questa come in altre elaborazioni analoghe, la vicenda mitologica, e fu scritta da Carli in età giovanile. In essa, l'autore istriano - che si rivelerà poi prolifico scrittore in grado di affrontare i più disparati argomenti - lascia intendere di essere pronto a mettere a frutto quanto andrà maturando successivamente nei suoi maggiori lavori letterari, in particolare in quella che sarà la sua maggiore opera letterario-storiografica - Delle antichità italiche - (articolata in quattro volumi ed arricchita da due appendici di importanti documenti riguardanti la sua terra d'Istria) - e nel trattato Indole del teatro tragico, antico e moderno.
La tragedia - che riprende il tema e la vicenda di Ifigenìa, figura mitologica, figlia di Agamennone e Clitemnestra - venne rappresentata con discreto successo e un buon numero di repliche durante il carnevale del 1744 al Teatro San Samuele di Venezia; fu poi ripresa per diversi altri teatri italiani.